# Grote Keten van Badr
In 1971 liet de Ministerraad van Saoedi-Arabië in een decreet bekendmaken dat er een ridderorde zou worden gesticht. Als eerste werd de Grote Keten van Badr ingesteld. De Saoedische koning, de Fons honorum bij het instellen van deze orde, bevestigde dat in een Koninklijk Decreet.
De Grote Keten van Badr herinnert aan de Slag bij Badr, de eerste grote veldslag tussen moslims en de aan het heidendom vasthoudende Mekkanen in maart 624 (ramadan 2 AH) bij de stad Badr Hunayn. De moslims wonnen de Slag bij Badr.
Omdat de gouden keten is versierd met het credo "LA ILAH ILLA ALLAH WA MUHAMMAD RASUL ALLAH" wordt de keten alleen aan staatshoofden die de islam aanhangen verleend.
Een keten past beter bij de wijde gewaden van de Arabieren dan de Europese onderscheidingen die voor Europese kleding zijn gemaakt en met die kleding zijn geëvolueerd. De keten bestaat uit achttien langwerpige schakels in de vorm van palmtakken en op de voorzijde komt de keten bijeen in een groot Saoedi-Arabisch wapen. Op de achterzijde is een palmtak de sluiting.
Aan de gouden keten hangt een kleinood in de vorm van zevenpuntige gedeeltelijk groen geëmailleerde ster met een wit medaillon waarop de mohammedaanse geloofsbelijdenis is geschreven.
Grote Keten van Badr ·
Keten van Abdoel Aziz al Saoed ·
Orde van Abdoel Aziz al Saoed ·
Grootlint in de Orde van Koning Faisal ·
Orde van Koning Faisal

Zie ook: Ridderorden in Saoedi-Arabië